# Fontaine-Saint-Lucien
Pour les articles homonymes, voir Fontaine.
Fontaine-Saint-Lucien est une commune française située dans le département de l'Oise en région Hauts-de-France.

## Géographie

### Description
Fontaine-Saint-Lucien est un village picard  du Beauvaisis, situé à 9 km au nord-est de Beauvais, 13 km au sud-est de Crèvecœur-le-Grand, 45 km au sud d'Amiens et 21 km à l'ouest de Saint-Just-en-Chaussée.
Il est desservi par l'ancienne route nationale 1 (actuelle RD 1001) qui relie Beauvais à Amiens et est aisément accessible depuis l'autoroute A16.
En 1830, Louis Graves décrivait le territoire de cette commune comme « coupé du N.-E. au S.-O. par le petit vallon dans lequel le ruisseau de Calais prend naissance. Le chef-lieu est assis dans la vallée au-dessus de la source du ruisseau. Le sol est raviné dans les tems d'orage et de neige par les eaux qui se dirigent vers' le fond de la vallée ».

### Communes limitrophes
| Maisoncelle-Saint-Pierre | Muidorge              | Abbeville-Saint-Lucien |
|                          | Fontaine-Saint-Lucien |                        |
| Guignecourt              | Bonlier               | Oroër                  |

### Hydrographie

#### Réseau hydrographique
La commune est située dans le bassin Seine-Normandie. Elle est drainée par la Liovette,.

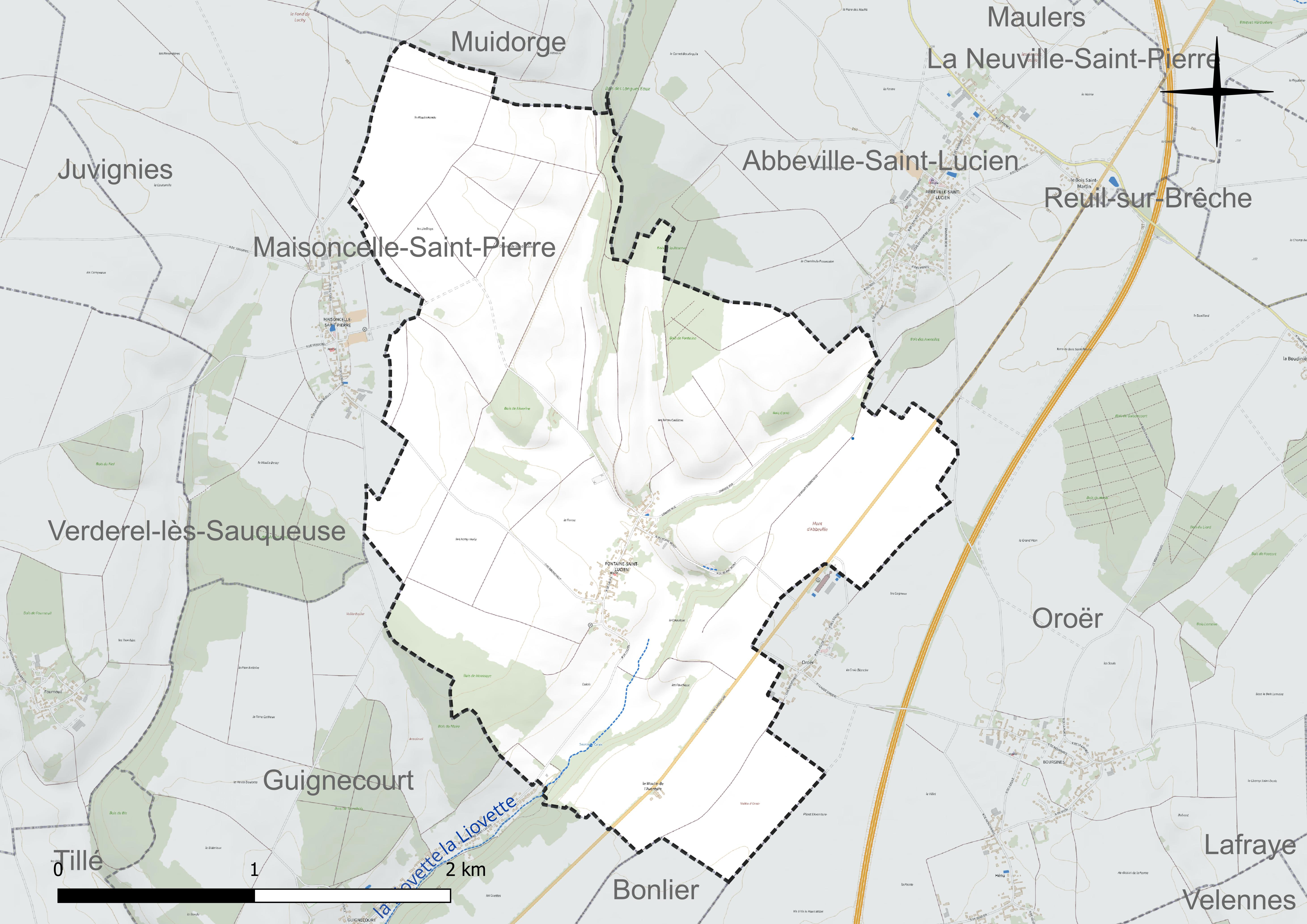
Réseau hydrographique de Fontaine-Saint-Lucien.

#### Gestion et qualité des eaux
Le territoire communal est couvert par le schéma d'aménagement et de gestion des eaux (SAGE) « Sensée ». Ce document de planification concerne un territoire de 1 219 km2 de superficie, délimité par le bassin versant du Thérain. Le périmètre a été arrêté le 27 janvier 2023 et le SAGE proprement dit est, en 2024, en cours d'élaboration. La structure porteuse de l'élaboration et de la mise en œuvre est le syndicat intercommunal de la Vallée du Thérain (SIVT).
La qualité des cours d'eau peut être consultée sur un site dédié géré par les agences de l'eau et l'Agence française pour la biodiversité.

### Climat
Pour des articles plus généraux, voir Climat des Hauts-de-France et Climat de l'Oise.
En 2010, le climat de la commune est de type climat océanique dégradé des plaines du Centre et du Nord, selon une étude du CNRS s'appuyant sur une série de données couvrant la période 1971-2000. En 2020, Météo-France publie une typologie des climats de la France métropolitaine dans laquelle la commune est exposée à un climat océanique et est dans la région climatique Nord-est du bassin Parisien, caractérisée par un ensoleillement médiocre, une pluviométrie moyenne régulièrement répartie au cours de l'année et un hiver froid (3 °C).
Pour la période 1971-2000, la température annuelle moyenne est de 10,3 °C, avec une amplitude thermique annuelle de 14,2 °C. Le cumul annuel moyen de précipitations est de 711 mm, avec 10,7 jours de précipitations en janvier et 8,2 jours en juillet. Pour la période 1991-2020, la température moyenne annuelle observée sur la station météorologique la plus proche, située sur la commune de Tillé à 5 km à vol d'oiseau, est de 11,0 °C et le cumul annuel moyen de précipitations est de 655,5 mm,. Pour l'avenir, les paramètres climatiques de la commune estimés pour 2050 selon différents scénarios d'émission de gaz à effet de serre sont consultables sur un site dédié publié par Météo-France en novembre 2022.
| Mois                                  | jan.             | fév.             | mars           | avril           | mai             | juin           | jui.           | août           | sep.            | oct.          | nov.             | déc.             | année      |
| ------------------------------------- | ---------------- | ---------------- | -------------- | --------------- | --------------- | -------------- | -------------- | -------------- | --------------- | ------------- | ---------------- | ---------------- | ---------- |
| Température minimale moyenne (°C)     | 1,4              | 1,2              | 3              | 4,4             | 7,9             | 11             | 12,8           | 12,9           | 10,1            | 7,6           | 4,3              | 1,8              | 6,5        |
| Température moyenne (°C)              | 4,1              | 4,5              | 7,3            | 9,8             | 13,2            | 16,4           | 18,6           | 18,6           | 15,4            | 11,7          | 7,4              | 4,5              | 11         |
| Température maximale moyenne (°C)     | 6,7              | 7,8              | 11,6           | 15,2            | 18,6            | 21,8           | 24,4           | 24,4           | 20,6            | 15,7          | 10,4             | 7,1              | 15,4       |
| Record de froid (°C) date du record   | −19,7 28.01.1954 | −16,8 14.02.1956 | −12,1 13.03.13 | −6,9 06.04.21   | −2,4 03.05.21   | 1,2 05.06.1991 | 3,6 08.07.1954 | 3,9 28.08.1974 | −0,5 20.09.1952 | −5 28.10.03   | −10,9 25.11.1956 | −15,7 21.12.1946 | −19,7 1954 |
| Record de chaleur (°C) date du record | 15,6 27.01.03    | 20,4 24.02.1990  | 24,8 31.03.21  | 28,4 18.04.1949 | 31,2 25.05.1953 | 36,9 27.06.11  | 41,6 25.07.19  | 39 06.08.03    | 34,8 15.09.20   | 28,2 01.10.11 | 20,2 01.11.14    | 17 07.12.00      | 41,6 2019  |
| Ensoleillement (h)                    | 595              | 785              | 1 272          | 1 788           | 2 033           | 2 089          | 2 198          | 2 081          | 1 638           | 1 122         | 676              | 546              | 16 822     |
| Précipitations (mm)                   | 53,8             | 44,9             | 45,8           | 44,5            | 60,6            | 53             | 54             | 57,8           | 48,5            | 58,1          | 58,4             | 76,1             | 655,5      |

## Urbanisme

### Typologie
Au 1er janvier 2024, Fontaine-Saint-Lucien est catégorisée commune rurale à habitat dispersé, selon la nouvelle grille communale de densité à sept niveaux définie par l'Insee en 2022.
Elle est située hors unité urbaine. Par ailleurs la commune fait partie de l'aire d'attraction de Beauvais, dont elle est une commune de la couronne,. Cette aire, qui regroupe 162 communes, est catégorisée dans les aires de 50 000 à moins de 200 000 habitants,.

### Occupation des sols
L'occupation des sols de la commune, telle qu'elle ressort de la base de données européenne d'occupation biophysique des sols Corine Land Cover (CLC), est marquée par l'importance des territoires agricoles (89,4 % en 2018), une proportion sensiblement équivalente à celle de 1990 (89,5 %). La répartition détaillée en 2018 est la suivante : 
terres arables (86,4 %), forêts (10,5 %), zones agricoles hétérogènes (3 %), zones urbanisées (0,2 %). L'évolution de l'occupation des sols de la commune et de ses infrastructures peut être observée sur les différentes représentations cartographiques du territoire : la carte de Cassini (XVIIIe siècle), la carte d'état-major (1820-1866) et les cartes ou photos aériennes de l'IGN pour la période actuelle (1950 à aujourd'hui).

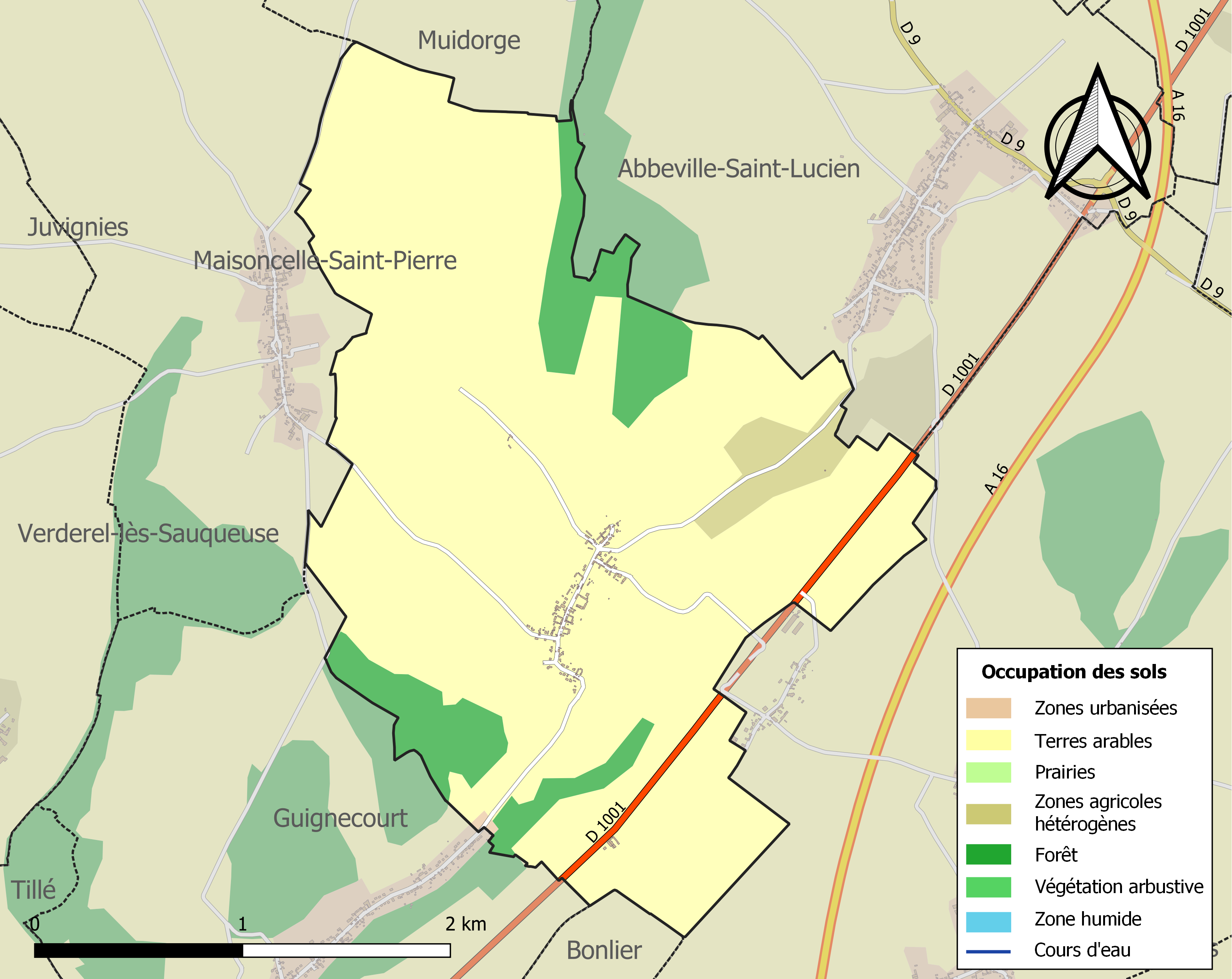
Carte des infrastructures et de l'occupation des sols de la commune en 2018 (CLC).

### Habitat et logement
En 2019, le nombre total de logements dans la commune était de 80, alors qu'il était de 68 en 2014 et de 65 en 2009.
Parmi ces logements, 90,9 % étaient des résidences principales, 6,5 % des résidences secondaires et 2,6 % des logements vacants. Ces logements étaient pour 97,4 % d'entre eux des maisons individuelles et pour 2,6 % des appartements.
Le tableau ci-dessous présente la typologie des logements à Fontaine-Saint-Lucien en 2019 en comparaison avec celle de l'Oise et de la France entière. Une caractéristique marquante du parc de logements est ainsi une proportion de résidences secondaires et logements occasionnels (6,5 %) supérieure à celle du département (2,4 %) et à celle de la France entière (9,7 %). Concernant le statut d'occupation de ces logements, 84,5 % des habitants de la commune sont propriétaires de leur logement (80,3 % en 2014), contre 61,4 % pour l'Oise et 57,5 pour la France entière.
| Typologie                                               | Fontaine-Saint-Lucien | Oise | France entière |
| ------------------------------------------------------- | --------------------- | ---- | -------------- |
| Résidences principales (en %)                           | 90,9                  | 90,4 | 82,1           |
| Résidences secondaires et logements occasionnels (en %) | 6,5                   | 2,4  | 9,7            |
| Logements vacants (en %)                                | 2,6                   | 7,1  | 8,2            |

### Voies de communication et transports
La commune est desservie, en 2023, par des lignes scolaires et le service de transport à la demande Corolis à la demande - Zone Centre du réseau Corolis. Elle est également desservie par les lignes 6114 et 6140 du réseau interurbain de l'Oise.

## Toponymie
La localité a été désignée sous le nom de Fontana et de Fons Sancti-Luciani.
Le village doit son nom de "Fontaine" au fait que la Liovette y prend sa source. En Picardie une fontaine est souvent une source qui est un mot peu utilisé dans la région.
Le déterminant "Saint-Lucien" est un hagiotoponyme du fait que le village avait pour seigneur l'abbé de l'Abbaye Saint-Lucien de Beauvais.

## Histoire

### Antiquité
Un tombeau de pierre crayeuse, garni d'un couvercle, dans lequel était un squelette, un javelot, et quelques armes romaines est découvert en 1696.

### Temps modernes
Selon Louis Graves, « Fontaine formait autrefois une paroisse de laquelle dépendait très anciennement le village de Muidorge (canton de Crèvecœur). L'abbé de Saint-Lucien qui était seigneur spirituel et temporel du lieu, nommait à cette cure ».
Le hameau de Calais comptait quatre-vingt feux vers 1730. Au début du XIXe siècle, il comptait encore 30 habitants, mais était disparu en 1830. Son nom reste porté par un lieu-dit et la source de la Liovette.

### Époque contemporaine
En 1830, une petite partie de la population vivait de l'agriculture, mais la plus grande part était employée comme maçon à Beauvais. Un moulin à vent était exploité dans la commune.

## Politique et administration

### Rattachements administratifs et électoraux

#### Rattachements administratifs
La commune se trouve dans l'arrondissement de Beauvais du département de l'Oise.
Elle faisait partie depuis 1802 du canton de Nivillers. Dans le cadre du redécoupage cantonal de 2014 en France, cette circonscription administrative territoriale a disparu, et le canton n'est plus qu'une circonscription électorale.

#### Rattachements électoraux
Pour les élections départementales, la commune fait partie depuis 2014 du canton de Mouy
Pour l'élection des députés, elle fait partie de la première circonscription de l'Oise.

### Intercommunalité
Fontaine-Saint-Lucien est membre de la communauté d'agglomération du Beauvaisis, un établissement public de coopération intercommunale (EPCI) à fiscalité propre créé initialement en 2004 et auquel la commune a transféré un certain nombre de ses compétences, dans les conditions déterminées par le code général des collectivités territoriales.

### Liste des maires
| Période                                  | Période                         | Identité         | Étiquette | Qualité                                      |
| ---------------------------------------- | ------------------------------- | ---------------- | --------- | -------------------------------------------- |
| Les données manquantes sont à compléter. |                                 |                  |           |                                              |
| avant 1962                               | mars 2001                       | Ludovic Lemaire  |           |                                              |
| mars 2001                                | mars 2008                       | Philippe Lemaire |           |                                              |
| mars 2008                                | En cours (au 13 septembre 2022) | Laurent Delaere  |           | Agriculteur Réélu pour le mandat 2020-2026 , |

## Équipements et services publics

### Eau et déchets
L'adduction d'eau potable  de la commune est assurée par le syndicat des eaux de la Brêche et de la Noye, créé en 1949 par La Neuville-Saint-Pierre et Reuil-sur-Brêche, et qui regroupe désormais 18 communes.
Le château d'eau de Fontaine-Saint-Lucien a une capacité de 200 m3 et a été rénové en 2021 pour garantir son bon fonctionnement. À cette occasion, il a été décoré par Paule Adeline d'une fresque monumentale représentant deux chevaux de trait en plein labour dans la plaine,.

### Enseignement
Les enfants de la commune sont scolarisés avec ceux d'Abbeville-Saint-Lucien et d'Oroër dans le cadre d'un regroupement pédagogique intercommunal (RPI). L'école de Fontaine-St-Lucien accueille 24 enfants de CE1/CE2, qui bénéficient de l'enseignement précoce de l'allemand et peuvent profiter d'une cantine et d'une garderie situées à l'école d'Abbeville-St-Lucien.

### Culture
Une bibliothèque alimentée par des dons privés et des dépôts de livres de la bibliothèque départementale est tenue dans la commune.

## Population et société

### Démographie

#### Évolution démographique
L'évolution du nombre d'habitants est connue à travers les recensements de la population effectués dans la commune depuis 1793. Pour les communes de moins de 10 000 habitants, une enquête de recensement portant sur toute la population est réalisée tous les cinq ans, les populations de référence des années intermédiaires étant quant à elles estimées par interpolation ou extrapolation. Pour la commune, le premier recensement exhaustif entrant dans le cadre du nouveau dispositif a été réalisé en 2007.

En 2022, la commune comptait 176 habitants, en évolution de +7,98 % par rapport à 2016 (Oise : +0,87 %, France hors Mayotte : +2,11 %).
| 1793 | 1800 | 1806 | 1821 | 1831 | 1836 | 1841 | 1846 | 1851 |
| ---- | ---- | ---- | ---- | ---- | ---- | ---- | ---- | ---- |
| 207  | 214  | 227  | 234  | 240  | 251  | 253  | 211  | 208  |

| 1856 | 1861 | 1866 | 1872 | 1876 | 1881 | 1886 | 1891 | 1896 |
| ---- | ---- | ---- | ---- | ---- | ---- | ---- | ---- | ---- |
| 193  | 180  | 184  | 186  | 178  | 155  | 170  | 163  | 145  |

| 1901 | 1906 | 1911 | 1921 | 1926 | 1931 | 1936 | 1946 | 1954 |
| ---- | ---- | ---- | ---- | ---- | ---- | ---- | ---- | ---- |
| 131  | 130  | 120  | 102  | 105  | 95   | 93   | 119  | 133  |

| 1962 | 1968 | 1975 | 1982 | 1990 | 1999 | 2006 | 2007 | 2012 |
| ---- | ---- | ---- | ---- | ---- | ---- | ---- | ---- | ---- |
| 129  | 104  | 103  | 125  | 117  | 132  | 150  | 153  | 147  |

| 2017 | 2022 | - | - | - | - | - | - | - |
| ---- | ---- | - | - | - | - | - | - | - |
| 168  | 176  | - | - | - | - | - | - | - |

#### Pyramide des âges
La population de la commune est relativement jeune.
En 2018, le taux de personnes d'un âge inférieur à 30 ans s'élève à 36,9 %, soit en dessous de la moyenne départementale (37,3 %). À l'inverse, le taux de personnes d'âge supérieur à 60 ans est de 26,8 % la même année, alors qu'il est de 22,8 % au niveau départemental.
En 2018, la commune comptait 90 hommes pour 82 femmes, soit un taux de 52,33 % d'hommes, largement supérieur au taux départemental (48,89 %).
Les pyramides des âges de la commune et du département s'établissent comme suit.
| Hommes | Classe d’âge | Femmes |
| ------ | ------------ | ------ |
| 0,0    | 90 ou +      | 1,3    |
| 10,2   | 75-89 ans    | 8,8    |
| 18,2   | 60-74 ans    | 15,0   |
| 17,0   | 45-59 ans    | 18,8   |
| 15,9   | 30-44 ans    | 21,3   |
| 14,8   | 15-29 ans    | 20,0   |
| 23,9   | 0-14 ans     | 15,0   |

| Hommes | Classe d’âge | Femmes |
| ------ | ------------ | ------ |
| 0,5    | 90 ou +      | 1,4    |
| 5,5    | 75-89 ans    | 7,6    |
| 15,6   | 60-74 ans    | 16,3   |
| 20,8   | 45-59 ans    | 20     |
| 19,4   | 30-44 ans    | 19,4   |
| 17,6   | 15-29 ans    | 16,2   |
| 20,6   | 0-14 ans     | 19,1   |

### Vie associative
Le comité des fêtes, dynamique, organise la fête de Noël, le défilé du Mardi-Gras, le ramassage des œufs à Pâques, la Fête des Voisins en mai, un dîner avec retraite aux flambeaux pour la fête du 14 juillet.
Une société de chasse est également présente dans la commune.

## Culture locale et patrimoine

### Lieux et monuments
- Église paroissiale Saint-Lucien.
- Mare de l'église.

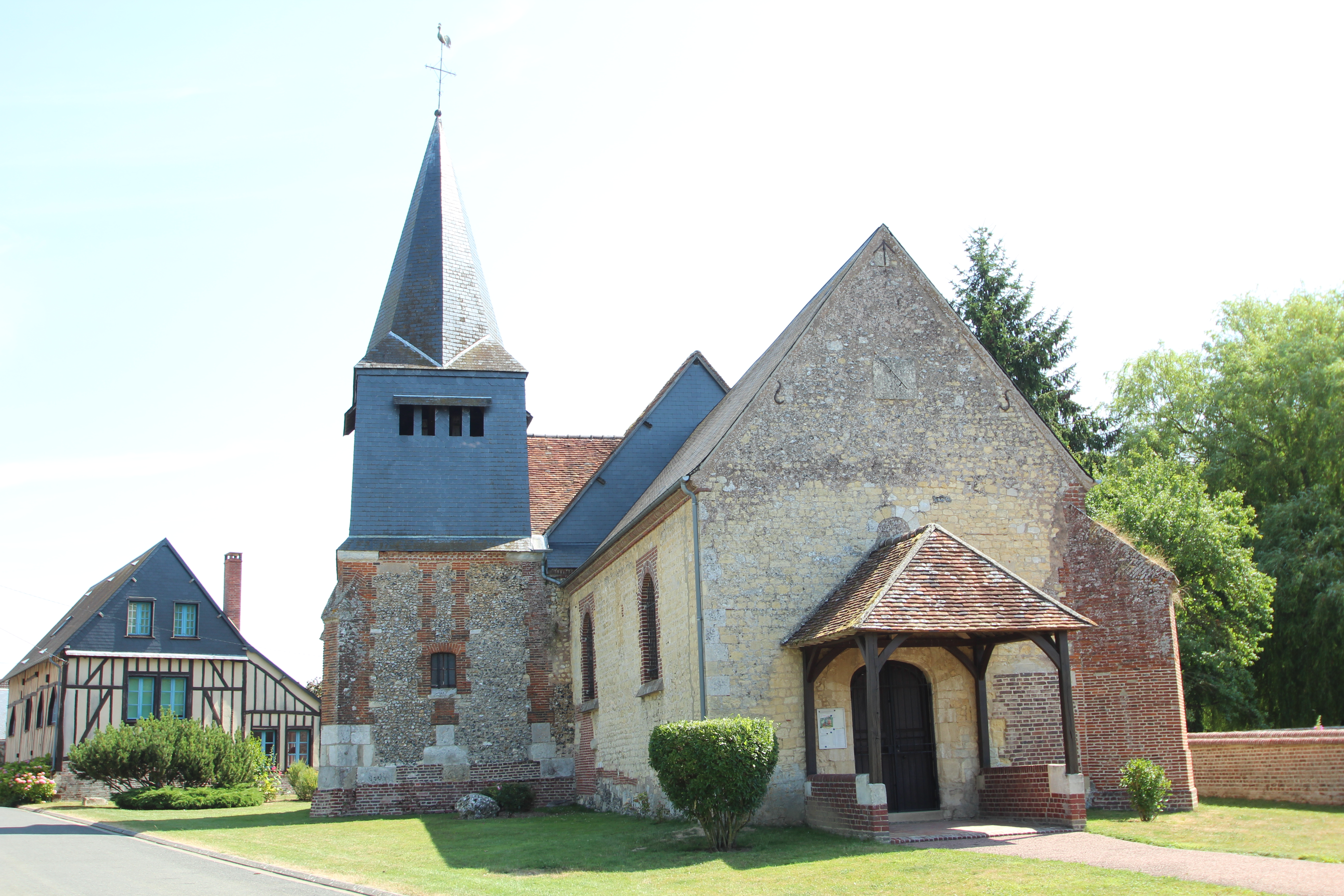
L'église Saint-Lucien.
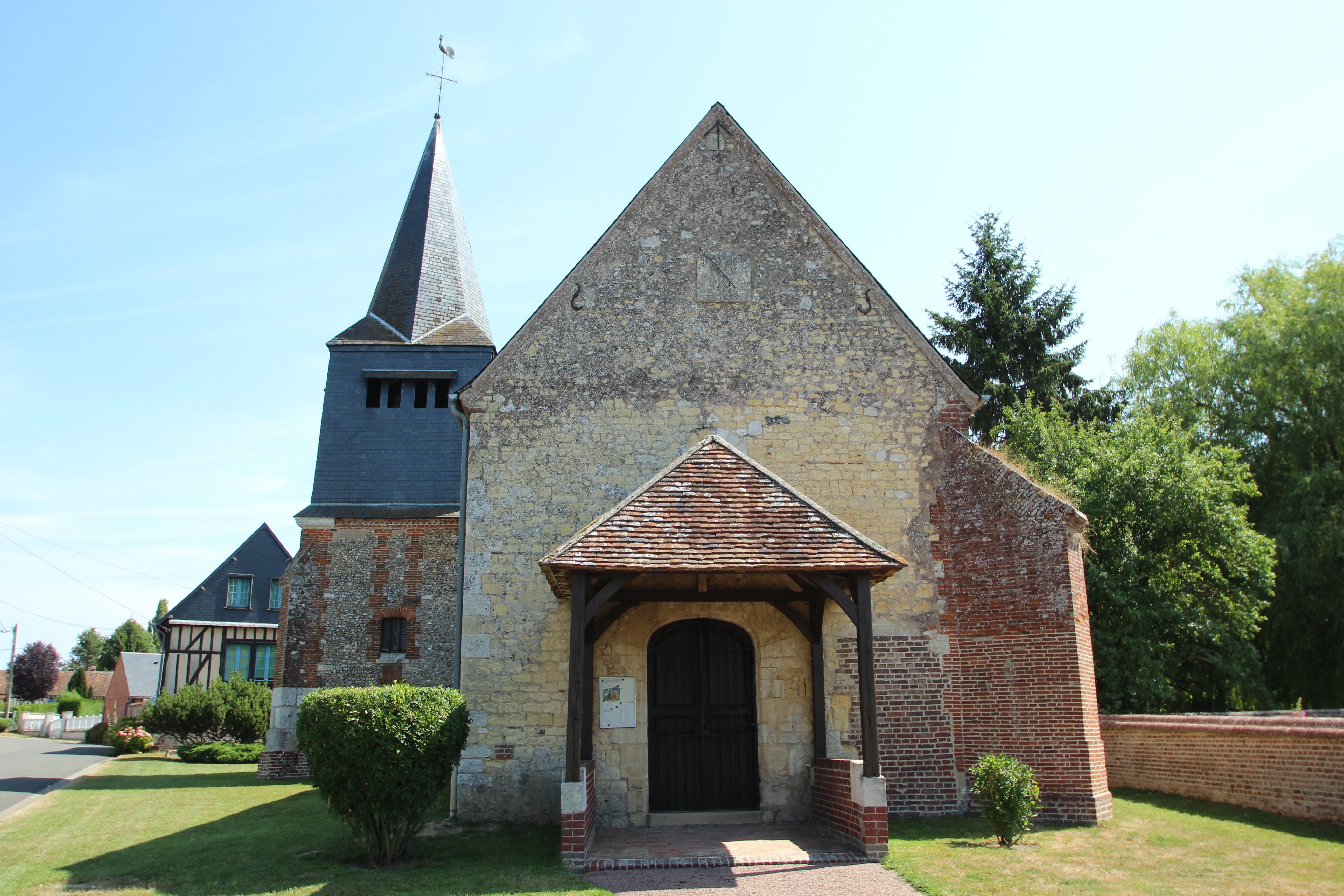
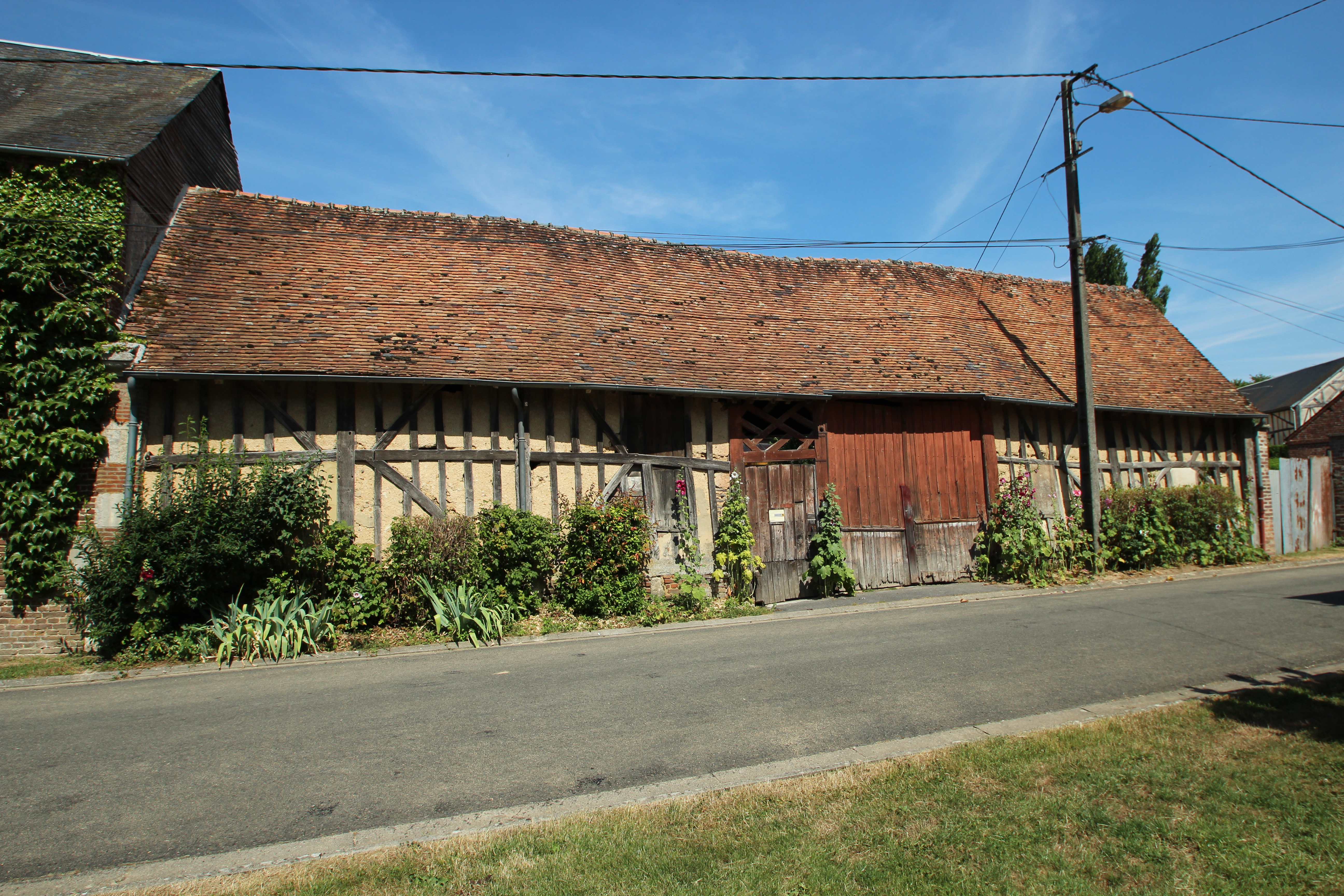
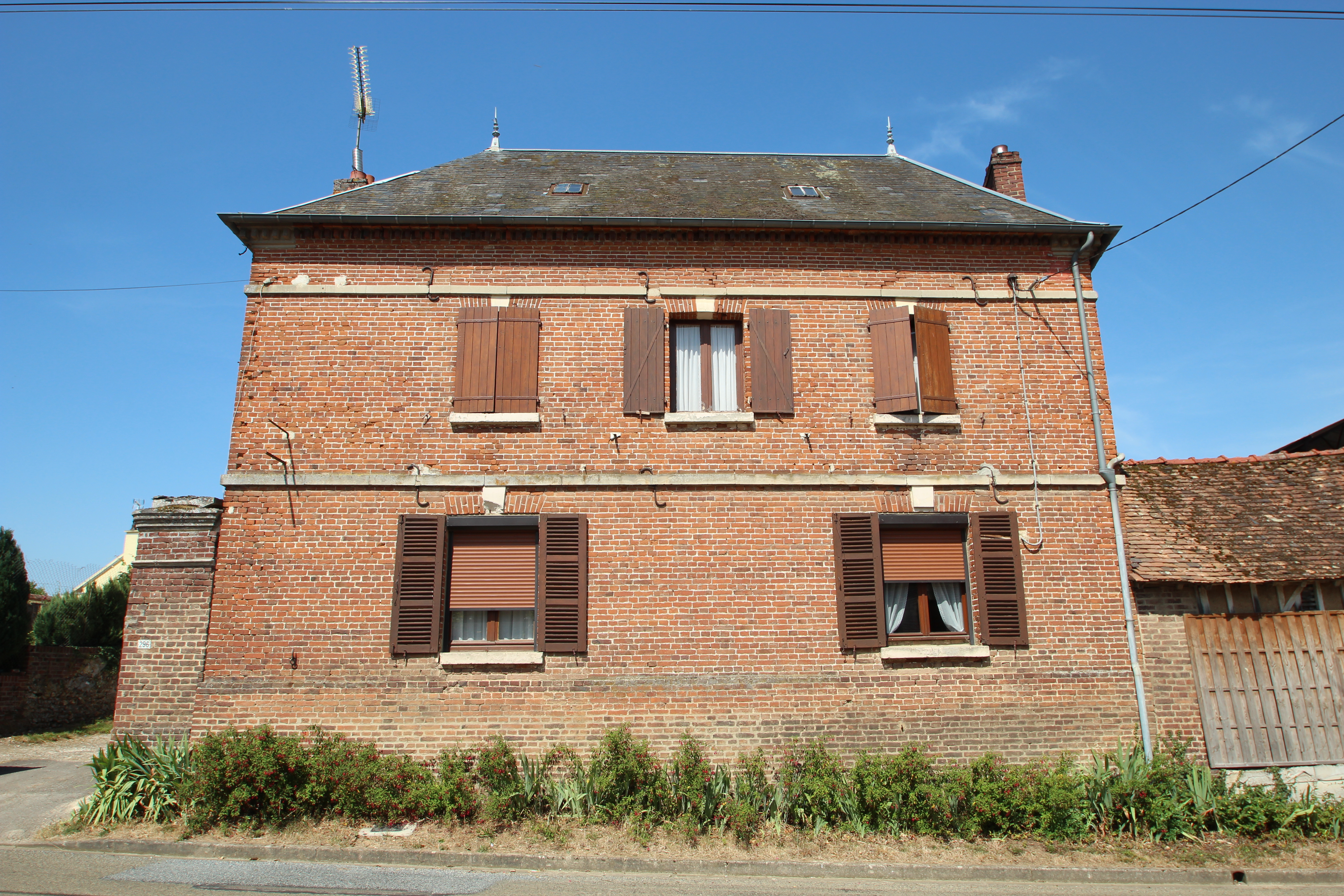
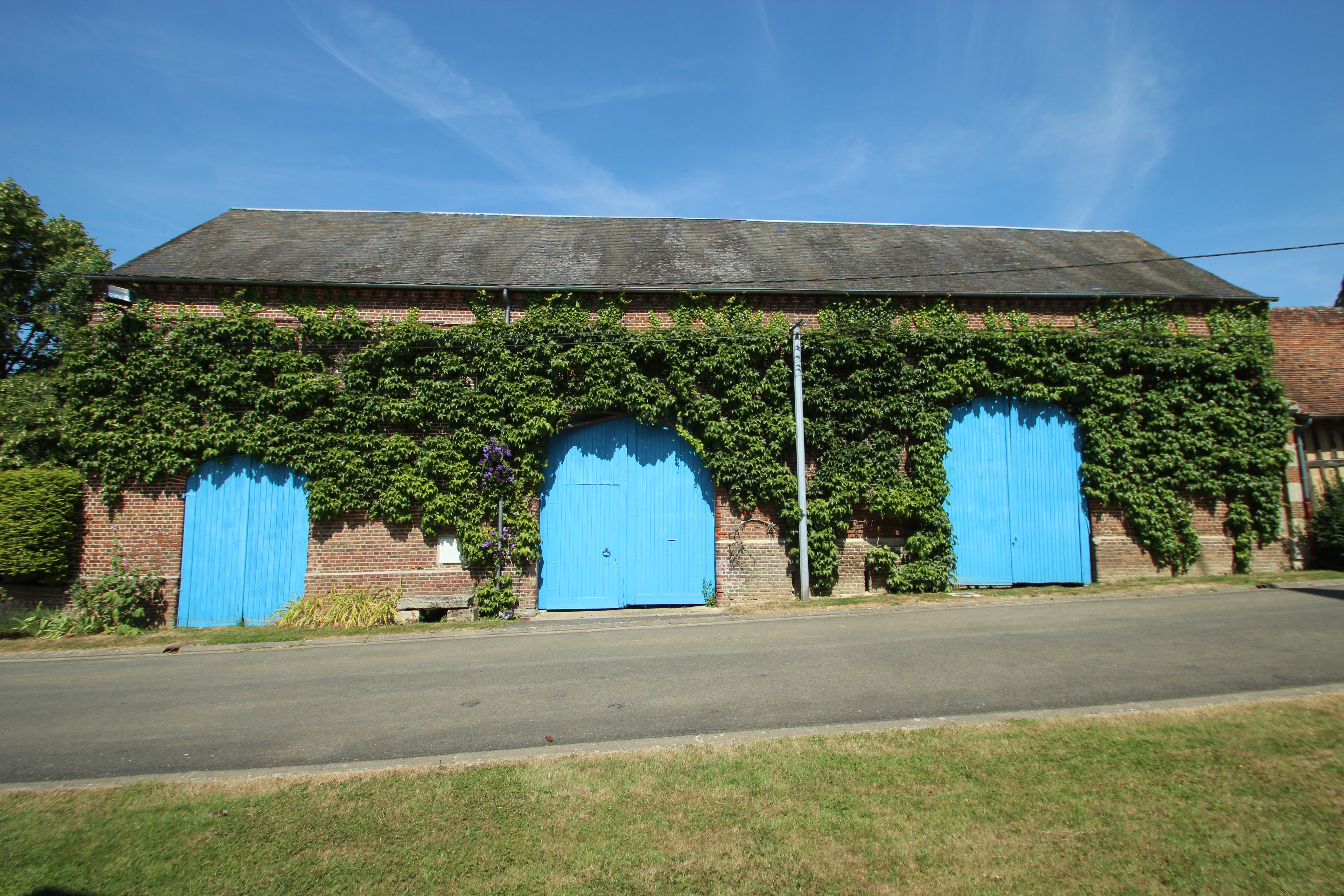